# TrueMoney
TrueMoney — бренд финансовых технологий, предоставляющий услуги электронных платежей в Юго-Восточной Азии.

## История
Компания TrueMoney была основана в 2003 году в составе True Corporation, но в 2014 году была реорганизована в Ascend Group, которая была выделена из True Corporation и является дочерней компанией Charoen Pokphand Group.
TrueMoney предоставляет услугу денежных переводов и инициировала трансграничные переводы из Мьянмы и Камбоджи в Таиланд.

### Продукты
- Платёжный шлюз
- Карта предоплаты
- Электронная оплата счетов[англ.]
- Номер контролируемого платежа[англ.]
- Наложенный платёж

## Региональная экспансия
TrueMoney имеет офисы в Таиланде, Вьетнаме, Камбодже, Мьянме, Индонезии и Филиппинах. TrueMoney имеет лицензии на работу с электронными деньгами практически во всех странах Юго-Восточной Азии. Таиландская компания TrueMoney как флагманское предприятие использует в качестве партнерских платежных платформ Google и Alipay.